# رم
رُم (به ایتالیایی: Roma) پایتخت و پرجمعیت‌ترین شهر ایتالیا است. این شهر همچنین مرکز اداری ناحیه لاتزیو و کلان‌شهر رم محسوب می‌شود. رم دارای یک کومونه با نام Roma Capitale است که جمعیتی بالغ بر ۲٬۷۴۶٬۹۸۴ نفر را در محدوده‌ای به مساحت ۱٬۲۸۵ کیلومتر مربع در خود جای داده است. رم از نظر جمعیت در محدوده شهری، سومین شهر پرجمعیت در اتحادیه اروپا محسوب می‌شود. کلان‌شهر رم با جمعیتی بالغ بر ۴٬۲۲۳٬۸۸۵ نفر، پرجمعیت‌ترین منطقه شهری در ایتالیا به‌شمار می‌رود و از نظر گستردگی، سومین منطقه کلان‌شهری در کشور است. رم در بخش مرکزی-غربی شبه‌جزیره ایتالیا و در امتداد دره رود تیبر قرار دارد. واتیکان، کوچک‌ترین کشور جهان و مقر کلیسای کاتولیک، به عنوان کشوری مستقل، درون محدوده شهر رم واقع شده است. این وضعیت، واتیکان را به تنها نمونه موجود از یک کشور مستقل داخل یک شهر تبدیل کرده است. رم به دلیل موقعیت جغرافیایی خود، اغلب با نام شهر هفت تپه شناخته می‌شود و همچنین به عنوان «شهر جاودان» شهرت دارد. این شهر از دیرباز به عنوان مهد تمدن غربی و فرهنگ مسیحیت غربی شناخته شده و همچنین یکی از مهم‌ترین مراکز کلیسای کاتولیک محسوب می‌شود.
تاریخ رم بیش از ۲۸ قرن را در بر می‌گیرد. اگرچه اسطوره‌شناسی روم، تأسیس این شهر را حدود ۷۵۳ پیش از میلاد می‌دانند، اما شواهد نشان می‌دهد که منطقه رم مدت‌ها پیش از آن سکونت‌گاه انسان بوده است. این امر باعث شده که رم یکی از قدیمی‌ترین شهرهای دارای سکونت مستمر در اروپا باشد و بیش از سه هزار سال محل زندگی انسان‌ها باقی بماند. جمعیت اولیه این شهر ترکیبی از لاتین‌ها، اتروسکها و سابینان بود. رم به ترتیب پایتخت پادشاهی روم، جمهوری روم و امپراتوری روم شد و بسیاری آن را نخستین مادرشهر و شهر امپراتوری جهان می‌دانند.

## نام‌گذاری
بر پایهٔ افسانه‌ها نومیتور پدر یک کاهن زن به نام رئا سیلویا بود و رئا سیلویا دو فرزند دوقلو به نام‌های رموس و رمولوس بود. اما نومیتور حکومت خود را به برادرش آمولیوس باخت. آمولیوس دستور داد دوقلوها را در رود تیبر غرق کنند. اما آنها زنده ماندند و با شیرِ یک گرگ ماده وحشی که «گرگ کاپیتولین» نامیده می‌شود بزرگ شدند. رموس و رمولوس پس از بزرگ شدن تصمیم به ساختن یک شهر گرفتند. اما بر سر جزئیات آن به توافق نرسیدند. سرانجام رومولوس شهر رُم را بنا کرد و نخستین پادشاه این شهر شد.
شماری از مورخان دورهٔ باستان ازجمله پلوتارک، اُوید و لیوی به این داستان اشاره کرده‌اند.

## تاریخچه
تاریخ رم را معمولاً از ۲۲ آوریل ۷۵۳ پیش از میلاد، تاریخ سنتی بنیان‌گذاری شهر رم (که در دوره‌ای مبدأ تاریخ به‌شمار می‌آمده) تا ۴ سپتامبر ۴۷۶ میلادی، یعنی تاریخ برکناری رومولوس آگوستولوس، آخرین امپراتور روم غربی در نظر می‌گیرند. این دوازده سده تاریخ را ادوارد گیبون، سیاست‌مدار انگلیسی سدهٔ ۱۸ و مشهورترین مورخ تاریخ رم، در ۶ جلد جا کرده و ویل دورانت، یک جلد ۹۰۰ صفحه‌ای از تاریخ تمدن خود را به آن اختصاص داده است.
تاریخ رم با افسانه آغاز می‌شود. انیید، یکی از بازماندگان شهر تروا در آن جنگ افسانه‌ای به سرزمین ایتالیای امروزی می‌آید. نوادگانش رموس و رومولوس، بنا به دستور پادشاهی که پسران را می‌کشت به آب افکنده می‌شوند. اما توسط ماده گرگی پرستاری و بزرگ می‌شوند. این دو تن بعدها شهر رم را بر روی هفت تپه نزدیک به رود تیبر بنیان می‌گذارند. این افسانه، خالی از حقیقت نیست. بنیانگذاران شهر رم از مردم غیر بومی سرزمین ایتالیا بودند که امروزه قوم و تمدن آنها به نام اتروسکانی شناخته می‌شود. آن طور که پژوهشگران حدس می‌زنند، کسانی از بابل یا الهام گرفته از تمدن بابل بودند که به رم آمدند و شهرنشینی را به آن سرزمین آوردند.
تاریخ رم سه دوره آغازین و جمهوری، امپراتوری، و افول و سقوط امپراتوری را شامل می‌شود. سنای رم بازیگر ثابت هر سه دوره بود. در ابتدا پس از منازعات فراوان، اختلاف طبقاتی بین اشراف و توده‌های زیردست برداشته شد و جمهوری شکل گرفت. نشان اصلی شناسایی قدرت سنای روم حروف اختصاری SPQR بوده است که به معنای سنا و مردم رم است. رمی‌ها به خاطر ارتش منظم شان توانستند قلمرو خود را از دشت‌های پیرامون رم (موسوم به لاتیوم، یعنی سرزمین مردم لاتین) به کل ایتالیا گسترش بدهند. رمی‌ها بر سر تصرف جزیره سیسیل با دولت کارتاژ درگیر شدند و بعد از سه جنگ بزرگ، عاقبت در سال ۱۴۹ پیش از میلاد دولت کارتاژ به کلی نابود شد. در دوره طلایی بین سال‌های ۲۷ پیش از میلاد تا ۱۹۲ میلادی رم از شهری آجری به شهری از مرمر تبدیل شد. همه ادیبان و فیلسوفان مهم رم در این دوره زندگی می‌کردند و بیشتر داستان‌های رم باستان، مربوط به این دوران است. پادشاهی کومودوس پایان عصر طلایی بود.

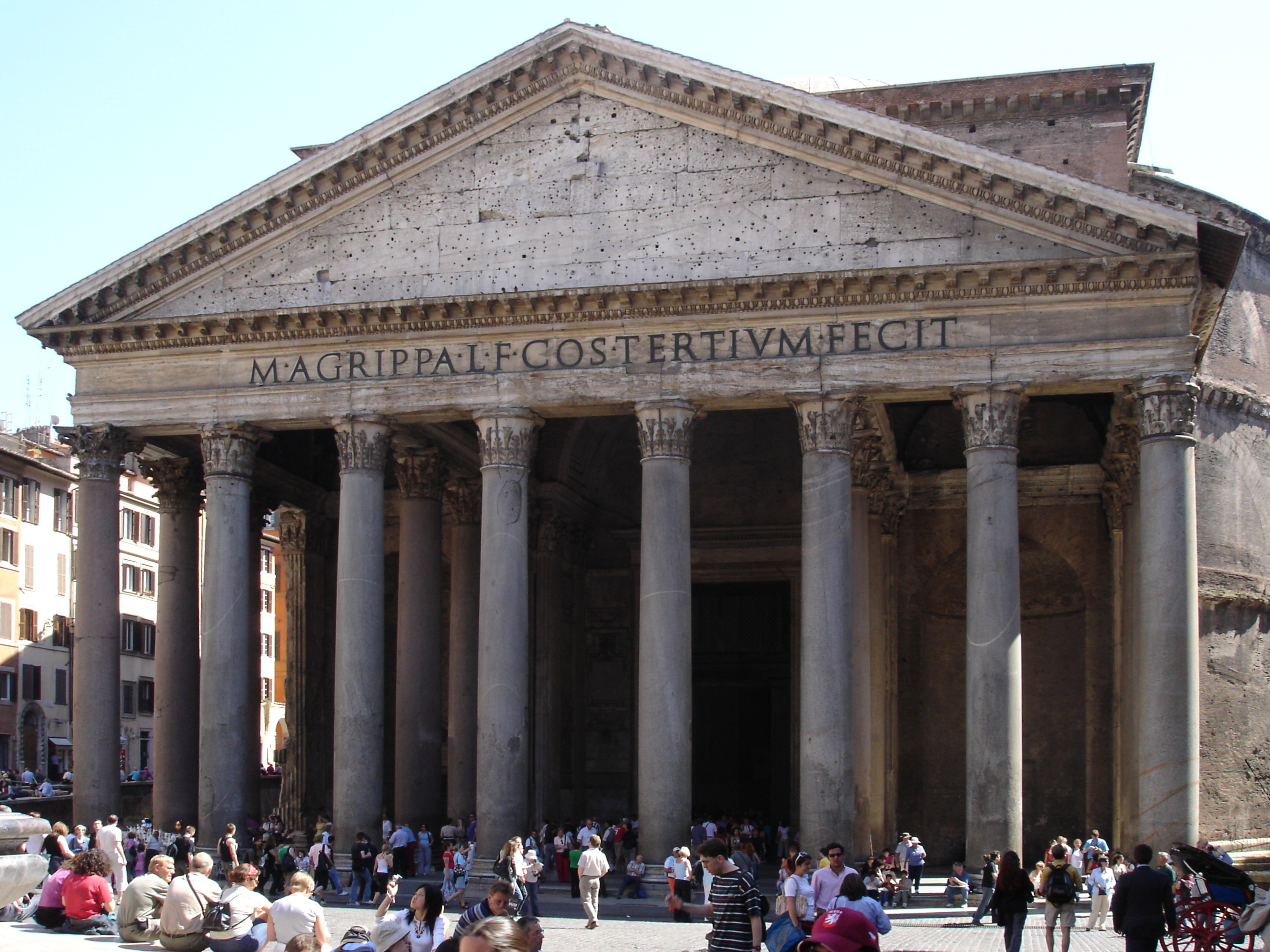
پانتئون رم، مه ۲۰۰۵

پس از فراگیر شدن مسیحیت در امپراتوری روم، شهر رم یکی از پنج مرکز عمده این دین به حساب می‌آمد. تسخیر اورشلیم، انتاکیه، و اسکندریه بین سال‌های ۶۳۸ تا ۶۴۲ میلادی به دست اعراب مسلمان، موجب افزایش اهمیت رم در کنار قسطنطنیه گشت. وضعیت این شهر به عنوان یک شهر مهم وپایتخت در امپراتوری مقدس روم و تأثیر احساسی و معنوی آن بر شکل‌گیری اولیه مسیحیت باعث فزونی یافتن اعتبار آن در قرون وسطی شد.

## جمعیت‌شناسی
در ژانویه ۲۰۲۳ میزان جمعیت مردان در حدود ۲٬۰۲۹٬۷۳۵ نفر و جمعیت زنان ۲٬۱۸۶٬۸۱۸ نفر سرشماری شده است.
| سال  | میزان جمعیت |
| ---- | ----------- |
| ۲۰۱۹ | ۴٫۲۶۳٫۵۴۲   |
| ۲۰۲۰ | ۴٫۲۵۳٫۳۱۴   |
| ۲۰۲۱ | ۴٫۲۳۱٫۴۵۱   |
| ۲۰۲۲ | ۴٫۲۱۶٫۸۷۴   |
| ۲۰۲۳ | ۴٫۲۱۶٫۵۵۳   |

## فرهنگ

### فشن
رم به‌طور گسترده‌ای به عنوان پایتخت مد جهان است. اگرچه نه به اندازه اهمیت میلان نیست. رم چهارمین مرکز مهم فشن در جهان پس از میلان، نیویورک، و پاریس است و با لندن رقابت می‌کند. بیشتر خانه‌های لوکس مد و زنجیره‌های طلا و جواهر مانند بولگاری، فندی، لائورا بیاجوتی، و بریونی دفاتر مرکزیشان در این شهر واقع است. همچنین دیگر برچسب‌های مهم مانند شنل، پرادا، دولچه گابانا، آرمانی، و ورساچه بوتیک‌های لوکسی در رم دارند.

## جغرافیا
رم در کنار رودخانه تیبر و در نزدیکی دریای مدیترانه قرار دارد. کشور واتیکان در درون شهر رم قرار گرفته است.
رم تنها شهری جهان است که یک کشور را در خود جای داده است.
در سال ۲۰۰۷ رم به عنوان یازدهمین مکان بازدید شده در جهان، سومین در اروپا و نخستین در ایتالیا توسط گردشگران شناخته شد. چینه‌چیتا از استودیوهای معروف و تاریخی فیلم در رم است. بقایای کولوسئوم، آمفی‌تئاتر معروف رومی نیز در همین شهر است.

## مترو
متروی رم در سال ۱۹۵۵ تأسیس شده و هم‌اکنون دارای ۶۰ کیلومتر طول ۳ خط و ۷۳ ایستگاه است.

## فضاهای شهری

### بوستان‌ها و باغ‌ها

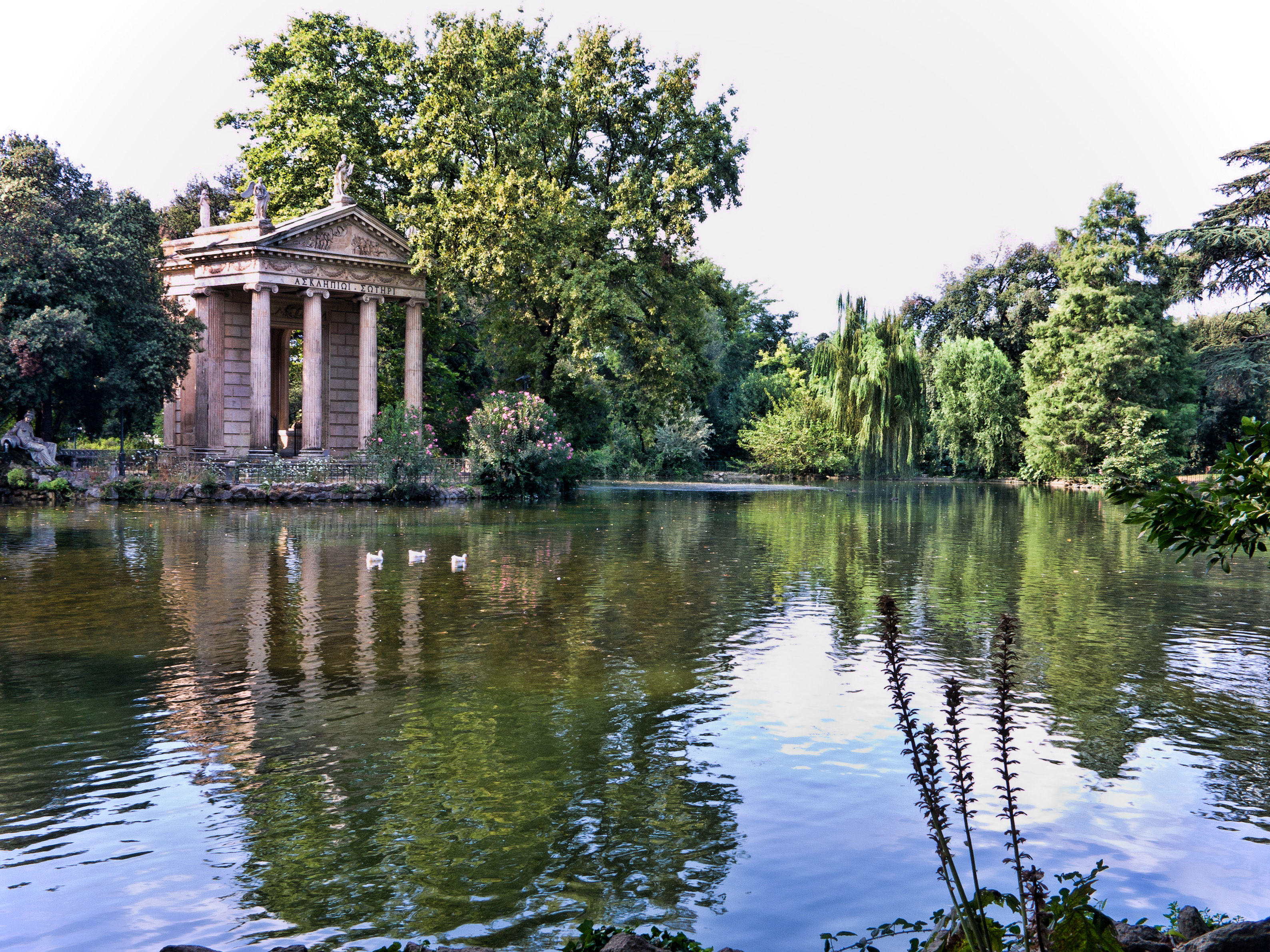
باغ‌های ویلا بورگز

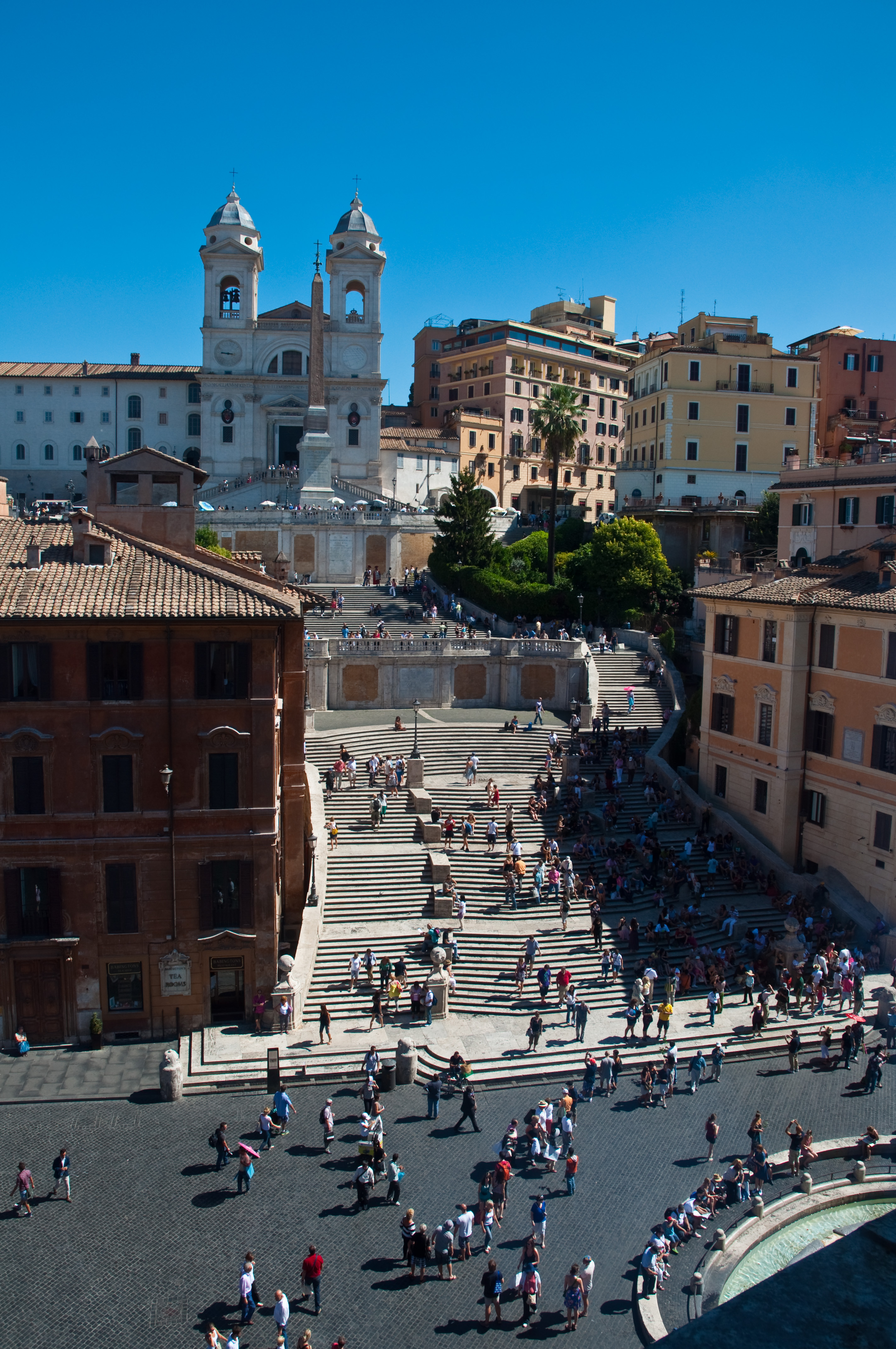
پلکان اسپانیایی و ترینیتا دی مونتی

رم یکی از بزرگ‌ترین پارک‌های عمومی و فضای سبز را بین پایتخت‌های اروپایی دارد. مهم‌ترین بخش این ناحیه سبز توسط ویلاها و باغ‌های ایجاد شده توسط حکومت اشرافی ایتالیا جلب نظر می‌کند. درحالیکه اغلب بوستان‌های احاطه شده توسط ویلاها در خلال رونق ساختمان‌سازی در سده نوزدهم از بین رفت. برخی از برجسته‌ترین آثار برجامانده، ویلا بورگز، ویلا ادا، و ویلا دوریا پامفیلی هستند. ویلا پامفیلی در غرب تپه جانیکولو مساحتی برابر ۱٫۸ کیلومتر مربع (۰٫۷ مایل مربع) دارد. همچنین ویلای شیارا بر روی تپه جانی کولو با زمین بازی برای کودکان و یک ناحیه پیاده‌رو سایه دار قرار دارد.

## برخی آثار گردشگری
- کولوسئوم
- قلعه سنت آنجلو
- موزه ملی روم
- پانتئون (معبد رومی)
- فروم رم
- کلیسای سن پیترو
- فواره تروی

## شهرهای خواهرخوانده
رم از ۹ آوریل ۱۹۵۶ به‌طور انحصاری و متقابلاً تنها با شهر زیر دوقلو شده است:
- پاریس، فرانسه

شهرهای خواهر و شریک رم عبارتند از:
- اکاساچی، بولیوی
- الجزیره، الجزایر
- پکن، چین[۱۲][۱۳]
- بلگراد، صربستان
- برازیلیا، برزیل
- قاهره، مصر
- کی‌یف، اوکراین
- کراکوف، لهستان[۱۴]
- لندن، بریتانیا
- مولتان، پاکستان
- بمبئی، هند
- مادرید، اسپانیا[۱۵]
- ماربلا، اسپانیا
- مونترآل، کبک، کانادا
- نیویورک، ایالت نیویورک، ایالات متحده آمریکا[۱۶]
- پلوودیو، بلغارستان
- دهلی نو، هند
- سئول، کره جنوبی[۱۷][۱۸]
- سیدنی، استرالیا
- تیرانا، آلبانی[۱۹][۲۰]
- توکیو، ژاپن
- تنژران، بلژیک
- تونس، تونس[۲۱]
- واشینگتن، دی.سی., ایالات متحده آمریکا[۲۲]

## ورزش
ورزشگاه المپیک رم تقریباً به عنوان یک ورزشگاه مشترک برای بازی‌های خانگی در سری آ برای باشگاه فوتبال لاتزیو و باشگاه فوتبال آ.اس. رم که در شهرآورد دلا کاپیتاله رقابت می‌کنند استفاده می‌شود.